# Sporoxeia blastifolia
Sporoxeia blastifolia är en tvåhjärtbladig växtart som först beskrevs av André Guillaumin, och fick sitt nu gällande namn av Carlo Hansen. Sporoxeia blastifolia ingår i släktet Sporoxeia och familjen Melastomataceae. Inga underarter finns listade i Catalogue of Life.